# Пирабилькасум
Пирабилькасум (азерб. Pirəbülqasım) — село в Исмаиллинском районе Азербайджана.
Пирабилькасум — место рождения Национального Героя Азербайджана Арастуна Махмудова.

## География
Расположено на берегу реки Аджидере к юго-востоку от районного центра Исмаиллы.

## История
Одно из первых упоминаний деревни Пирабилькасум приводится в «Описание Ширванской провинции», составленном в 1820 году. Согласно этим данным, Пиръ-Абилъ-Касымъ входил в то время в состав Гоузского магала Ширванской области. Принадлежала деревня магальному Мардан-беку за исключением двух казённых частей. Население в числе 8 семей платило подать и исполняло повинность «меджи».

## Население
По сведениям на 1856 год в деревне Пиръ-Абюль-Касумъ (название по тексту) проживали «татары»-сунниты (азербайджанцы-сунниты) и разговаривали на «татарском языке» (тогдашнее наименование азербайджанского языка). 
По результатам Азербайджанской сельскохозяйственной переписи 1921 года селение Пир-Абиль-Касым входило в состав Тирджанского сельского общества Шемахинского уезда Азербайджанской ССР. 
Численность населения — 207 жителей (54 хозяйства). Из них мужчин - 114 человек, женщин - 93 человека. Преобладающей национальностью являлись азербайджанские тюрки (азербайджанцы).

## Достопримечательности
В селе расположен мавзолей-пир XVII века, с надгробными камнями шейхов.